# Rasclet alatacat
El rasclet alatacat (Laterallus spiloptera) és una espècie d'ocell de la família dels ràl·lids (Rallidae) que habita vegetació de ribera del sud d'Uruguai, nord-est i centre de l'Argentina i zona limítrofa del Brasil.